# Calloides
Calloides is een kevergeslacht uit de familie van de boktorren (Cerambycidae). De wetenschappelijke naam van het geslacht werd voor het eerst geldig gepubliceerd in 1873 door LeConte.

## Soorten
Calloides omvat de volgende soorten:
- Calloides bicolor Pu, 1991
- Calloides lorquinii (Buquet, 1859)
- Calloides magnificus (Pic, 1916)
- Calloides nobilis (Harris, 1837)
- Calloides regalis (Chevrolat, 1860)
- Calloides yunnanensis Zhang & Chen, 2006